# Кэшин, Бонни
Бонни Кэшин (англ. Bonnie Cashin, 28 сентября 1908 — 3 февраля 2000) — американский модельер. Считается пионером в дизайне американской спортивной одежды, она создала инновационную, незамысловатую одежду, которая понравилась современной независимой женщине послевоенной эпохи вплоть до её ухода из мира моды в 1985 году.

## Ранние годы
Кэшин родилась 28 сентября 1908 года в Окленде, штат Калифорния, в семье Карла Кэшина, фотографа и изобретателя, и Юнис Кэшин, портнихи. Семья жила в нескольких городах на севере Калифорнии в первые годы жизни Кэшин, и в каждом из них её мать открывала магазин нестандартной одежды. В интервью 1973 года Кэшин объяснила свой интерес к моде: «Моя мать была портнихой, и прежде чем я научилась писать, я умела шить».
Кэшин училась в Голливудской старшей школе. Во время учёбы в старших классах Кэшин была нанята лос-анджелесской балетной и театральной компанией Fanchon and Marco, она должна была помогать шить костюмы для их постановок. После окончания учёбы в 1925 году Кэшин стала её штатным дизайнером.

## Карьера
В 1934 году Кэшин переехала с балетной труппой в Нью-Йорк, чтобы работать в Roxy Theater, где она меняла костюмы по три в неделю для каждого из 24 танцоров театра, известных как «Roxyettes». Из-за её обманчиво молодой внешности журнал Variety, как сообщается, описал Кэшин как «самого молодого дизайнера, когда-либо появлявшегося на Бродвее».
В 1937 году по настоянию редактора Harper’s Bazaar Кармел Сноу производитель спортивной одежды Луис Адлер предложил Бонни работу. Она не решалась согласиться, заявив: «Деловая, ориентированная на прибыль атмосфера Седьмой авеню казалась мне очень отличной от атмосферы вокруг театра. Я чувствовала себя как дома с танцорами, актёрами, художниками, музыкантами, писателями — такими людьми — чем с большинством бизнесменов, которых я встречала в швейной промышленности».
Находясь в Нью-Йорке, Кэшин училась в Лиге студентов-художников Нью-Йорка.
После того, как США вступили во Вторую мировую войну, Кэшин разработала форму для женщин в вооружённых силах.

### Голливудский дизайн костюмов
В 1943 году Кэшин вернулась в Голливуд и занялась дизайном костюмов. После того, как её нанял продюсер Уильям Перлберг, Кэшин присоединилась к 20th Century Fox и создала одежду для примерно шестидесяти фильмов, включая «Лора» (1944), «Анна и король Сиама» (1946) и «Дерево растёт в Бруклине» (1946).
Кэшин понравилась работа в Голливуде, объясняла она это так: «Я создавала дизайн не для моды, а для характеристик, а именно так мне нравится создавать одежду для повседневной носки. Мне нравится создавать одежду для женщин, играющих определённую роль в жизни, а не просто создавать одежду, соответствующую определенной тенденции или выражающей новый силуэт».

### Ready-to-wear
В 1949 году Кэшин вернулась в Нью-Йорк. Там она разработала первую коллекцию спортивной одежды со своим именем на этикетке для своего предыдущего работодателя Adler and Adler.
В 1950 году, когда она представила термин «многослойность», она получила как первую премию Coty, так и премию Neiman Marcus, что стало беспрецедентным достижением в мире моды. В 1952 году она открыла собственный бизнес Bonnie Cashin Designs. Кэшин была первым дизайнером, выбранным для серии американских дизайнеров Patterns of The Times, ежемесячной рубрики The New York Times в 1950-х годах, которая сделала дизайнерские выкройки доступными для домашнего шитья.
В 1962 году Майлз и Лилиан Кан наняли Кэшин в качестве первого дизайнера для Coach, недавно созданного предприятия по производству женских аксессуаров. Coach была подразделением их компании по оптовой торговле мужскими аксессуарами Gail Leather Products, и внутри она называлась «счёт Бонни Кэшин», поскольку она была дизайнером по контракту, а не сотрудницей Gail Leather или Coach. Её классические модели для подразделения Gail's Coach в начале 1960-х годов включали большую сумку для покупок, сумку-ведро, сумку через плечо и кошелёк в стиле клатча со съёмным плечевым ремнём. В 1964 году Кэшин представила латунную застёжку-тумблер с поворотным замком, которая использовалась в её изделиях, произведённых Канами, а также во всех коллекциях одежды и аксессуаров, производимых рядом производителей в США и за рубежом, в том числе Philip Sills, Meyers, Crescendoe-Superb, HBA и D. Klein. Кэшин каждый год создавала две небольшие коллекции для Канов, чтобы дополнять её дизайн одежды для других производителей до 1974 года. В 1975 году Meyers Manufacturing взяла на себя производство её фирменных сумочек.
Кэшин разрабатывала дизайн для более чем тридцати пяти фирм, включая Hermès и Ballantyne, всегда с её подписью на этикетке. Она также создала первую дизайнерскую униформу бортпроводников для American Airlines.
В 1972 году Кэшин основала компанию The Knittery, которая выпускала ограниченным тиражом коллекции пальто и шотландских свитеров ручной работы. В том же году она была занесена в Зал славы американских модных критиков.

### Благотворительность
В 1979 году она основала Фонд инновационного дизайна, некоммерческую организацию, базирующуюся в Нью-Йорке, которая выделила до 10 000 долларов дизайнерам с оригинальными идеями в области домашней мебели, текстиля и моды, чтобы они могли превратить свои эскизы в товары, пользующиеся спросом на рынке.
Ближе к концу жизни Кэшин предоставила эксклюзивный и неограниченный доступ к своему личному архиву дизайна учёному-дизайнеру Стефани Лейк, которую Кашин назвала своей «младшей сестрой». В 2016 году Риццоли опубликовало исчерпывающую монографию Лейк о дизайнере Бонни Кэшин: «Шик там, где ты его найдешь» (Bonnie Cashin: Chic is Where You Find It).

## Личная жизнь
В начале 1940-х годов, после того как она вернулась в Калифорнию, Кэшин была ненадолго замужем за иллюстратором Диснея и арт-директором Робертом Стернером. Брак закончился разводом, и детей у них не было.
В 1970-х Кэшин познакомилась с тогдашним мужем Эми Вандербильт Кертисом Келларом, который был главным юрисконсультом Mobil Oil. У Кэшин и Келлара завязался роман, который длился до смерти Кэшин. Они никогда не были женаты.
Кэшин была редкой женщиной-генеральным директором, а её мать была единственным крупным акционером её компании с одним процентом акций. Вплоть до смерти её матери в 1963 году они жили в соседних квартирах в Среднем Манхэттене, где мать Бонни шила образцы Кэшин для крупных производителей.

## Смерть
Кэшин умерла на Манхэттене 3 февраля 2000 года из-за осложнений после операции на открытом сердце.

## Память
Архив Бонни Кэшин, личный архив дизайнера, полностью находится в частной собственности её наследника и биографа доктора Стефани Лейк. В 2019 году (по данным Women’s Wear Daily) Лейк и её муж Кори открыли архив для сотрудничества. Архив Bonnie Cashin и его проекты не имеют отношения к каким-либо торговым маркам Cashin, зарегистрированным за десятилетия после смерти Кэшин. Сама Кэшин никогда не регистрировала своё имя.

### Влияние
Кэшин часто цитируют как создателя концепции многослойной одежды, так и термина. Идея наслоения пришла из того времени, когда она жила недалеко от китайского квартала Сан-Франциско, когда была маленькой девочкой. Она также стала пионером в использовании кожи, мохера и фурнитуры в своём дизайне. Вдохновлённая латунными поворотными замками, которыми закреплен верх её кабриолета 1940-х годов, она сделала фурнитуру визитной карточкой всех своих дизайнов, в том числе сумок Coach.
Кэшин была известна своим остроумным и изобретательным подходом к конструированию для обеспечения мобильности, включая юбку с поводком для собак: длинную шерстяную юбку, которую можно было мгновенно укоротить для подъёма по лестнице, защёлкнув небольшое латунное кольцо, пришитое внизу, к маленькой латунной застёжке, вшитой внутрь линии талии. В интервью National Public Radio Кэшин объяснила происхождение юбки: «В моей студии за городом, в Брайарклиффе, в старом вагонном дворе, ступеньки поднимались на второй этаж. И я постоянно держала свои юбки поднятыми вверх. Я много развлекалась. И я бегала по лестнице с мартини в руке. И поэтому я подумала, что мне лучше застегнуть юбку надолго».
Работы Кэшин хранятся в более чем сорока музеях США. В 1962 году Бруклинский музей представил первую ретроспективу её работ.